# 高木直人
高木 直人（たかぎ なおと、1977年6月14日 - ）は、元SBC信越放送アナウンサー。東京都東大和市出身。

## 略歴
日本大学卒業。2002年、信越放送入社。主にラジオ・テレビの中継アナウンサーとして活動し、2012年より3年間スカパー!で松本山雅FCホームゲーム実況を担当。2014年よりヨーロッパリーグの中継を担当。2015年、報道部へ異動。2017年2月、ドイツ･ケルン体育大学へ留学のため信越放送を退社。ドイツを拠点にDAZN・チャンピオンズリーグ現地リポートなどを担当している。

## 過去の担当番組
SBCラジオ
- 直人のいただきナイトショック
- サタデークライマックス(2002年10月～2003年9月）
- わいわいワイド ラジオの王様(2004年4月～2006年3月）
- ラジオ出たとこ勝負(2009年4月4日～2010年4月3日）
- モーニングワイド ラジオJ
- ずくだせえぶりでぃ

SBCテレビ
- Uパレード（2002年10月～2006年8月）
- マジテレ!（2006年10月7日～2007年9月29日）
- 3時は!ららら♪
- SBCスペシャル
- SBCニュース
- いくJ!山雅TV （毎週金曜 18:55-19:00）
- 松本山雅FCホームゲーム実況（スカパー!中継）